# Двуусый индийский стеклянный сомик
Двуусый индийский стеклянный сомик (лат. Kryptopterus bicirrhis) — вид пресноводных лучепёрых рыб из семейства сомовых, обитающих в Юго-Восточной Азии.

## Описание
Тело вытянутое, прозрачное, длиной от 10 до 15 см, на верхней челюсти имеется пара длинных усиков.

## Распространение
Вид обитает в Юго-Восточной Азии от Таиланда до Суматры, Явы и Калимантана. Населяет большие реки с мутными водами, такие как Меконг.

## Образ жизни
Ведёт дневной, стайный образ жизни. Питается главным образом пелагическими полужесткокрылыми и некоторыми мелкими рыбами, а также червями, ракообразными и насекомыми.

## Содержание
Рекомендуется содержать вместе по крайней мере 10 особей. Минимальная длина аквариума должна составлять 100 см.